# 水口町三本柳
水口町三本柳（みなくちちょうさんぼんやなぎ）は、滋賀県甲賀市にある地名。

## 地理
水口町の西南部に位置し、東は水口町牛飼、南・西は水口町三大寺、北は水口町貴生川に接する。南北に滋賀県道122号貴生川停車場線、杣街道が通じる。北に杣川が流れている。

## 歴史
中世は池原杣荘に属したと考えられる。1585年の甲賀ゆれと水口岡山城築城によりその支配下に入ったと考えられるが、1592年正月時点では豊臣氏の蔵入地（直轄地）となっている。1600年以降、幕府領となる。杣街道と奈良海道（信楽道）が交差するところに江戸時代中期から在町として三本柳が成立。2019年（平成31年）3月1日、水口町三大寺の一部から水口町三本柳が分離独立する。

## 世帯数と人口
2019年（令和元年）8月31日現在の世帯数と人口は以下の通りである。
| 町丁         | 世帯数  | 人口  |
| ------------ | ------- | ----- |
| 水口町三本柳 | 154世帯 | 374人 |

## 学区
市立小・中学校に通う場合、学区は以下の通りとなる。
| 番・番地等 | 小学校               | 中学校             |
| ---------- | -------------------- | ------------------ |
| 全域       | 甲賀市立貴生川小学校 | 甲賀市立水口中学校 |

## 交通
- 滋賀県道122号貴生川停車場線
- 杣街道

## 施設
- 貴生川郵便局
- 甲賀市立牛飼教育集会所

## その他

### 日本郵便
- 郵便番号 : 528-0040[3]（集配局：水口郵便局[7]）。